# ケンウッド・デナード
ケンウッド・デナード（Kenwood Dennard、1956年3月1日 - ）は、アメリカのジャズ・ドラマー。
デナードは子供の頃にピアノを学び、9歳でドラムを始めた。1972年から1973年までマンハッタン音楽学校に通い、1973年から1976年までバークリー音楽大学に通った。その後、10年間でディジー・ガレスピー、パット・マルティーノ、ハイ・ライフ、ブランドXと共演した。1980年代後半に再びマルティーノと共演し、そこからの10年間に、マンハッタン・トランスファー、ダイアン・リーブス、ジャコ・パストリアス、ルー・ソロフ、ボブ・モーゼス、スタンリー・ジョーダンと共演した。
1990年代には、マイルス・デイヴィス、メイシオ・パーカー、クインシー・ジョーンズ、ハワード・ジョンソンと仕事をした。また、ジャスト・アドヴァンス (Just Advance)、メタファンク・オールスターズ (Meta-Funk All Stars)、クインテッセンス (Quintessence)など、独自のアンサンブルを率いていた。彼のサイドマンには、ヴィクター・ベイリー、デイヴ・バージェロン、ハイラム・ブロック、スタントン・デイヴィス、マーカス・ミラー、ハーマン・ライト・ジュニアが含まれる。1999年にはバークリー音楽大学で教え始めた。

## ディスコグラフィ

### リーダー・アルバム
- Just Advance (1992年、Big World Music)
- Show No Fear (2018年、Groove Economy)

### 参加アルバム
デイヴ・バージェロン
- Barge Burns...Slide Flies (1995年)
- Tuba Tuba 2 (2002年)

ブランドX
- 『ライヴストック』 - Livestock (1977年)
- Live from San Francisco (1977年)
- Xtrax (1986年) ※ベスト・アルバム
- 『タイムライン』 - Timeline (2000年)
- Macrocosm: Introducing...Brand X (2003年) ※ベスト・アルバム
- Rochester 1977 (2016年)

スタンリー・ジョーダン
- 『枯葉』 - Cornucopia (1990年、Blue Note)
- 『虹の階段』 - Stolen Moments (1991年、Blue Note/Somethin' Else)
- 『ステイト・オブ・ネイチャー』 - State of Nature (2008年、Mack Avenue)
- Friends (2011年、Mack Avenue)

パット・マルティーノ
- 『ジョイアス・レイク』 - Joyous Lake (1976年)
- 『ストーン・ブルー』 - Stone Blue (1998年) ※ジョイアス・レイクとの共同名義
- First Light (1999年) ※『Joyous Lake』『Starbright』からのコンピレーション

メイシオ・パーカー
- 『プラネット・グルーブ〜メシオ・パーカーLIVE!』 - Life on Planet Groove (1992年)

ジャコ・パストリアス
- 『PDB』 - PDB (1989年) ※with ハイラム・ブロック
- Live in New York City Vol. 1: Punk Jazz (1990年)
- Live in New York City Vol. 2: Trio (1991年)
- Live in New York City Vol. 3: Promise Land (1991年)
- Live in New York City Vol. 4: Trio 2 (1998年)
- 『ホリデイ・フォー・パンズ』 - Holiday for Pans (1998年)
- Live in New York City Vol. 6: Punk Jazz 2 (1999年)
- Live in New York City (2001年)
- 『ワード・オブ・マウス・バンド 1983 ジャパン・ツアー・フィーチャリング 渡辺香津美』 - Word Of Mouth Band 1983 Japan Tour (2012年)

ダイアン・リーブス
- 『フォー・エヴリー・ハート』 - For Every Heart (1984年)
- 『グランド・エンカウンター』 - The Grand Encounter (1996年)
- The Palo Alto Sessions 1981-1985 (1996年)

その他
- スティング : 『ナッシング・ライク・ザ・サン』 - Nothing Like the Sun (1987年)
- ボブ・モーゼス : The Story of Moses (1987年)
- トニーニョ・オルタ : 『ダイヤモンド・ランド』 - Diamond Land (1988年)
- ジョン・クラーク : 『イル・スオーノ』 - Il Suono (1992年)
- マイルス・デイヴィス/クインシー・ジョーンズ : 『ライヴ・アット・モントルー』 - Miles & Quincy Live at Montreux (1992年)
- J-ファンク・エクスプレス : 『ゲティン・バック・トゥ・マイ・ルーツ』 - Gettin' Back To My Roots (1993年)
- ハワード・ジョンソン : Gravity!!! (1993年)
- ヴァネッサ・ウィリアムス : 『スウィーテスト・デイ』 - Sweetest Days (1995年)
- ラリー・コリエル : 『アランフエス協奏曲』 - Sketches of Coryell (1996年)
- ロドニー・ジョーンズ : Soul Manifesto Live (2003年)
- ロビン・ユーバンクス : Live Vol. 1 (2007年)
- デヴィット・フュージンスキー : David Fiuczynksi's Planet Microjam (2012年)[2]